# Sergi Canós
Sergi Canós Tenés (Nules, 2 febbraio 1997) è un calciatore spagnolo, attaccante del Valencia.

## Caratteristiche tecniche
È un'ala che può essere impiegata anche da attaccante.

## Carriera

### Club
Cresciuto nei settori giovanili di Barcellona e Liverpool, il 31 agosto 2015 viene ceduto in prestito per quattro mesi (poi prolungato fino al termine della stagione) al Brentford, con cui inizia la carriera professionistica.
Il 13 luglio 2016 viene acquistato a titolo definitivo per 3 milioni di euro dal Norwich City, con cui firma un quadriennale; il 31 gennaio seguente, dopo aver collezionato soltanto tre presenze in campionato con i Canarini, fa ritorno al Brentford per una cifra vicina ai 2,9 milioni di euro, legandosi alla squadra londinese fino al 2021.
Segna il primo gol nella storia del Brentford in Premier League, nella vittoria per 2-0 sull'Arsenal.
Il 31 gennaio 2023 viene ceduto in prestito all'Olympiacos.
Il 20 agosto 2023 viene ceduto a titolo definitivo al Valencia, facendo così ritorno in patria dopo 10 anni.

### Nazionale
Ha giocato nelle nazionali giovanili spagnole Under-16, Under-17 ed Under-19.

## Statistiche

### Presenze e reti nei club
Statistiche aggiornate al 6 novembre 2023
| Stagione            | Squadra          | Campionato       | Campionato | Campionato | Coppe nazionali | Coppe nazionali | Coppe nazionali | Coppe continentali | Coppe continentali | Coppe continentali | Altre coppe | Altre coppe | Altre coppe | Totale | Totale | Totale |
| Stagione            | Squadra          | Comp             | Pres       | Reti       | Comp            | Pres            | Reti            | Comp               | Pres               | Reti               | Comp        | Pres        | Reti        | Pres   | Reti   |        |
| ------------------- | ---------------- | ---------------- | ---------- | ---------- | --------------- | --------------- | --------------- | ------------------ | ------------------ | ------------------ | ----------- | ----------- | ----------- | ------ | ------ | ------ |
| ago. 2015-mag. 2016 | Brentford        | FLC              | 38         | 7          | FACup+CdL       | 1+0             | 0               | -                  | -                  | -                  | -           | -           | -           | 39     | 7      |        |
| mag. 2016           | Liverpool        | PL               | 1          | 0          | FACup+CdL       | -               | -               | UEL                | -                  | -                  | -           | -           | -           | 1      | 0      |        |
| 2016-gen. 2017      | Norwich City     | FLC              | 3          | 0          | FACup+CdL       | 1+2             | 0+2             | -                  | -                  | -                  | -           | -           | -           | 6      | 2      |        |
| gen.-giu. 2017      | Brentford        | FLC              | 18         | 4          | FACup+CdL       | -               | -               | -                  | -                  | -                  | -           | -           | -           | 18     | 4      |        |
| 2017-2018           | Brentford        | FLC              | 30         | 3          | FACup+CdL       | 1+0             | 0               | -                  | -                  | -                  | -           | -           | -           | 31     | 3      |        |
| 2018-2019           | Brentford        | FLC              | 44         | 7          | FACup+CdL       | 4+2             | 2+0             | -                  | -                  | -                  | -           | -           | -           | 50     | 9      |        |
| 2019-2020           | Brentford        | FLC              | 13+2       | 0          | FACup+CdL       | 0               | 0               | -                  | -                  | -                  | -           | -           | -           | 15     | 0      |        |
| 2020-2021           | Brentford        | FLC              | 46+3       | 9+0        | FACup+CdL       | 1+5             | 0               | -                  | -                  | -                  | -           | -           | -           | 55     | 9      |        |
| 2021-2022           | Brentford        | PL               | 31         | 3          | FACup+CdL       | 1+3             | 0+1             | -                  | -                  | -                  | -           | -           | -           | 35     | 4      |        |
| 2022-gen.2023       | Brentford        | PL               | 5          | 0          | FACup+CdL       | 1+0             | 0               | -                  | -                  | -                  | -           | -           | -           | 6      | 0      |        |
| Totale Brentford    | Totale Brentford | Totale Brentford | 225+5      | 33+0       |                 | 19              | 3               |                    | -                  | -                  |             | -           | -           | 249    | 36     |        |
| gen.-giu.2023       | Olympiacos       | SL               | 6+2        | 4+0        | -               | -               | -               |                    | -                  | -                  |             | -           | -           | 8      | 4      |        |
| 2023-2024           | Valencia         | PD               | 5          | 0          | CR              | 1               | 0               |                    | -                  | -                  |             | -           | -           | 6      | 0      |        |
| Totale carriera     | Totale carriera  | Totale carriera  | 240+7      | 37+0       |                 | 23              | 5               |                    | -                  | -                  |             | -           | -           | 270    | 42     |        |